# 18 Dywizja Strzelców
18 Dywizja Strzelców – związek taktyczny piechoty Armii Czerwonej okresu wojny domowej w Rosji i wojny polsko-bolszewickiej.
1 sierpnia 1920 dywizja liczyła w stanie bojowym 7005 żołnierzy z tego piechoty 5424, a kawalerii 220. Na uzbrojeniu posiadała 119 ciężkich karabinów maszynowych i 40 dział. 
3 sierpnia 1920 dywizja ta została rozbita przez polskie oddziały grupy płk. Łuczyńskiego na południowy zachód od Łomży. Polacy wzięli wówczas ok. 500 jeńców, 6 dział i 400 wozów taborowych wraz ze sprzętem.
17 sierpnia 1920 dywizja bez powodzenia walczyła w okolicach Płońska, po czym nastąpił odwrót wojsk bolszewickich trwający aż do 25 sierpnia.

## Struktura organizacyjna
Skład na dzień 1 sierpnia 1920:
- dowództwo dywizji
- 52 Brygada Strzelców
  - 154 pułk strzelców
  - 155 pułk strzelców
  - 156 pułk strzelców
  - dywizjon artylerii
- 53 Brygada Strzelców
  - 157 pułk strzelców
  - 158 pułk strzelców
  - 159 pułk strzelców
  - dywizjon artylerii
- 54 Brygada Strzelców
  - 160 pułk strzelców
  - 162 pułk strzelców
  - dywizjon artylerii
- dywizjon kawalerii

W tym dniu dywizja posiadała 8000 „bagnetów”, 220 „szabel”, 135 karabinów maszynowych, 24 3-calowe armaty dywizyjne wz. 1902, 16 innych dział.